# Canzone conviviale
La canzone conviviale è un canto destinato ad accompagnare un banchetto, un brindisi, una festa in genere che preveda una pasto con invitati. Ne esistono varie specie: dalle più popolari canzoni da osteria, alle drinking songs inglesi, ai canti carnascialeschi, alle canzoni per occasioni più raffinate e mondane consacrate dall'opera lirica e da molti compositori tra XVIII e XX secolo.

## Descrizione
L'atto di cantare accompagnando i pasti è un fenomeno folcloristico internazionalmente diffuso che spazia da un motivetto o una semplice melodia fino a vere e proprie ballate, con o senza strumenti e con o senza parole. Ciò che accomuna tutte queste canzoni è che vengono eseguite da più persone contemporaneamente. Le canzoni conviviali non sono limitate a banchetti ma anche al semplice atto di bere alcolici insieme  detti canti bacchini, termine derivante dai riti di Bacco (Baccanali), anch'essi molto ricchi di canti accompagnati all'alcol e testimonianza di queste canzoni sin dall'antichità. Nell'immaginario collettivo spiccano quelle cantate da ciurme di pirati ovvero i canti pirateschi, come per esempio Quindici uomini sulla cassa del morto, o da sbronzi nelle osterie pre industriali.
Si differisce dal brindisi, in quanto non si tratta proprio di un saluto o un augurio che introduce ed anticipa la bevuta, bensì un vero e proprio atto musicale che accompagna la bevuta. Da un punto di vista strutturale, può essere una cantata, o un valzer, o addirittura una marcia.
La canzone conviviale non è un genere musicale, a testimonianza della presenza senza tempo di questa spontanea usanza popolare è la diversità fra le canzoni conviviali più celebri, tra queste vi sono: Libiamo ne' lieti calici di Giuseppe Verdi (Italia, 1853), Tourdion (Danimarca, 1500 circa), Whiskey in the Jar (Irlanda, 1728), 99 Bottles of Beer (Canada, 1950 circa), Charlie Mopps (Inghilterra, 1940 circa), Seven Drunken Nights (Irlanda, 1967), Bevilo tutto (Italia, 1881), Eisgekühlter Bommerlunder (Germania, 1983).

## Storia
Una delle prime documentazioni note in occidente risale all'epoca medievale ma le origini e le usanze risalgono ai tempi degli etruschi, dei greci e dei romani.